# Koghiella thio
Koghiella thio är en insektsart som beskrevs av Otte, D. 1987. Koghiella thio ingår i släktet Koghiella och familjen syrsor. Inga underarter finns listade i Catalogue of Life.